# Élections législatives de 2022 dans les Pyrénées-Atlantiques
Les élections législatives françaises de 2022 se déroulent les 12 et 19 juin 2022. Dans le département des Pyrénées-Atlantiques, six députés sont à élire dans le cadre de six circonscriptions.

## Contexte politique

### À l'Assemblée
Les Pyrénées-Atlantiques, terre électorale du chef de file du MoDem, François Bayrou, sont largement séduites par le mouvement centriste en 2017. Quatre députés MoDem sont ainsi élus. Josy Poueyto et Jean-Paul Mattei à Pau, Florence Lasserre à Bayonne-Anglet et Vincent Bru à Biarritz-Hendaye. Seuls résistent deux sortants bien implantés, tous les deux élus depuis 2002, le socialiste David Habib dans le Béarn-nord et l'ancien candidat à l'élection présidentielle, ancien proche de François Bayrou, Jean Lassalle.
Josy Poueyto, proche de François Bayrou, est élue députée de Pau-Billère. Le lendemain de son élection, elle quitte ses postes locaux de première adjointe au maire de Pau - François Bayrou - et de première vice-présidente du département. Elle intègre la commission de la Défense,. En 2019, elle est notamment vice-présidente d'une commission d'enquête se penchant "sur la situation, les missions et les moyens des forces de sécurité". Cependant, elle n'est l'auteure d'aucune proposition de loi sur toute la législature. Toutefois, elle est intervenue à plusieurs reprises à l'Assemblée et en commission. Les dossiers sur lesquels elle est principalement intervenue dans l'hémicycle concernaient la programmation militaire pour 2019-2025, en 2018, et les violences intra-familiales, fin 2019.
Jean-Paul Mattei, sitôt élu député de Pau-Nay, démissionne de son poste de maire de la petite ville de Ger. En entrant à l'Assemblée, il intègre la commission des Finances. Il devient également vice-président du comité d'évaluation et de contrôle des politiques publiques. Fin 2017, il devient également, pour deux ans, secrétaire de la délégation vouée aux collectivités territoriales et à la décentralisation. Il effectue quatre missions d'information au cours de son mandat. Il est co-rapporteur de l'une d'entre elles, en 2019, qui s'est focalisée sur la question de l'impôt universel,. Il est également membre de cinq commissions spéciales différentes chargées de l'examen de certains projets de loi. Entre 2018 et 2019, il est secrétaire de celle examinant un projet de loi "relatif à la croissance et à la transformation des entreprises", qui deviendra la loi PACTE. En 2020, il est notamment président d'une autre commission spéciale examinant les projets de loi "relatifs à la dette sociale et à l’autonomie",. Il dépose aussi deux propositions de résolution en 2018 et en 2019. La première est adoptée. Celle-ci milite "pour un usage plus proportionné et pertinent de la décote applicable aux cessions de biens et actifs immobiliers du domaine privé de l’État" alors que le député Mattéi a été nommé président du conseil de l'immobilier de l’État en janvier 2018.
David Habib, seul représentant socialiste des Pyrénées-Atlantiques, réintègre le groupe socialiste à l'Assemblée. Il est l'un des trois seuls députés de son groupe à voter la confiance au gouvernement Philippe en juillet 2017 - avec son collègue mayennais Guillaume Garot et sa collègue guadeloupéenne Hélène Vainqueur-Christophe. Il intègre la commission des Lois et en reste membre jusqu'en mai 2019. Pendant cette période, il est secrétaire d'une commission permanente spéciale chargée d'apurer et de vérifier les comptes. Il devient également secrétaire en 2017 de la mission d'information destinée à l'étude de l'avenir institutionnel de la Nouvelle-Calédonie. Il devient en avril 2018 vice-président du groupe d'études consacré à l'amiante. De mai à septembre 2019, il intègre brièvement la commission des affaires économiques, où il avait déjà siégé de 2012 à 2013. Le 1er octobre, il est élu vice-président de l'Assemblée nationale, position qu'il avait déjà occupée de 2014 à 2017,. À cette date, il change à nouveau de commission pour intégrer la commission de la Défense. Il est membre de trois missions d'information et aussi d'une commission d'enquête, à la suite de l'attaque de la préfecture de police de Paris en octobre 2019. En tant que vice-président de l'Assemblée et membre du Bureau de l'Assemblée, il prend la présidence de la "délégation chargée d'examiner la recevabilité des propositions de loi". D'octobre 2020 à juillet 2021, il prend de plus la vice-présidence de la commission de la Défense.
Personnage remarqué à l'Assemblée depuis plusieurs années,, Jean Lassalle siège, comme c'est le cas depuis 2007, à nouveau parmi les non-inscrits à son retour à l'Assemblée. Il réintègre la commission des Finances, où il siège depuis 2017, mais va changer plusieurs fois de commission, comme son collègue Habib. S'il n'est membre d'aucune commission d'enquête ou mission d'information jusqu'à son départ de cette commission en septembre 2018, il intervient régulièrement (15 fois) mais aussi très régulièrement dans l'hémicycle - plus de 1 200 fois sur le total de la législature - et sur de nombreux dossiers. De septembre 2018 à septembre 2019, il est membre de la commission des affaires étrangères. Il n'y est pas moins actif. En octobre 2019, il revient à la commission des finances. D'octobre 2019 à mars 2021, il siège dans une mission d'information, pour la première fois depuis 2006. Cette mission est dédiée à l'incendie de Lubrizol. Pour la première fois depuis presque 13 ans, Jean Lassalle intègre un groupe politique en janvier 2020, le groupe Libertés et Territoires. Ce groupe, créé fin 2018, réunit des députés d'opinions et origines diverses, majoritairement du centre gauche et du centre droit. En février 2020, il change à nouveau de commission, en intégrant la commission de la Défense, comme son collègue Habib. De mars à juillet 2021, il s'implique dans deux nouvelles missions d'information. L'une est dédiée au Moyen-Orient dans la perspective de l'après Chammal. L'autre s'intéresse à la guerre des drones et il en est l'un des co-rapporteurs. En juin 2021, il devient membre de la mission d'information sur la résilience nationale.
Florence Lasserre, nouvelle députée MoDem, démissionne du conseil départemental et de son poste d'adjointe au maire LR d'Anglet. Sitôt élue, elle devient secrétaire de la commission qu'elle intègre, la commission du développement durable. De 2017 à 2018, elle est membre de la commission spéciale chargée de l'examen du projet de loi ESSOC. En 2019, elle participe à la "Commission d'enquête sur l'impact économique, industriel et environnemental des énergies renouvelables, sur la transparence des financements et sur l'acceptabilité sociale des politiques de transition énergétique". Puis, entre 2020 et 2021, elle est membre d'une mission d'information sur la rénovation thermique des bâtiments. En 2021, elle fait partie d'une nouvelle commission spéciale, cette fois chargée de s'intéresser au projet de loi de lutte contre le dérèglement climatique. Dans l'hémicycle, la députée Lasserre est intervenue à plusieurs reprises et particulièrement en 2018 sur le sujet du nouveau pacte ferroviaire.
Jusque là maire de Cambo-les-Bains, le nouveau député Vincent Bru se met en conformité avec la loi et démissionne de sa position d'édile en juillet 2017. Il est membre du groupe MoDem mais n'en est qu'un apparenté de novembre 2017 à novembre 2021. Le député Bru est membre de la commission des Lois mais aussi de la commission des affaires européennes. En lien avec cet engagement, il dépose en 2018, avec sa collègue Coralie Dubost, une proposition de résolution européenne relative au respect de l'état de droit au sein de l'UE. Cette proposition est adoptée. Fin 2018, il est également membre d'une commission spéciale concernant la politique gouvernementale vis-à-vis du Brexit. En 2020, Vincent Bru est vice-président d'une commission d'enquête "sur les obstacles à l'indépendance du pouvoir judiciaire". En 2020, en deuxième lecture du projet de loi bioéthique par l'Assemblée, il fait partie des quelques députés de la majorité à voter contre. Il répète cette position lors de la lecture définitive en 2021 - où seuls 16 des 294 députés de la majorité présents pour le vote se sont opposés.

### Élections intermédiaires
Si la Nouvelle-Aquitaine décide globalement de choisir de placer à sa tête la liste d'extrême droite de Jordan Bardella, les Pyrénées-Atlantiques est l'un des rares départements (avec la Vendée) à offrir à Nathalie Loiseau, tête de liste LREM, plus de 25 % des voix. La liste centriste dépasse donc de 8 points la liste RN, qui est elle-même rattrapée par la liste écologiste de Yannick Jadot qui dépasse atteint la barre de 15 %, faisant des Pyrénées-Atlantiques l'un des vingt départements qui permet aux écologistes de franchir la barre des 15 %. On notera que la liste PS  dépasse d'un petit demi point la liste menée par LR et LFI, ce qui est un cas de figure rare durant ces élections. Dans la ville préfectorale, Pau, la liste Renaissance est en tête, sans pour autant atteindre de scores relativement hauts, alors qu'il s'agit de la ville électorale du chef de file du MoDem, François Bayrou.
Les élections municipales en 2020 marque une certaine stabilisation dans le département. Hormis Oloron-Sainte-Marie, la droite conserve la plupart des gains enregistrés lors du scrutin précédent, notamment Anglet, Gan et Pau. C'est toutefois face aux candidats régionalistes EHbai que la droite trébuche, s'inclinant à Ciboure et Urrugne. La gauche échoue une nouvelle fois à reconquérir Bayonne, la deuxième ville du département, face au maire sortant UDI.
La gauche pourra toutefois se réconforter un an plus tard, durant les élections régionales, où Alain Rousset, président sortant, est réélu très confortablement, malgré la dispersion des voix à gauche avec la liste écologiste. Dans le département, les listes FN, MoDem et EELV sont toutes stabilisées à 13 %, plus ou moins haut. On notera deux faits surprenant : d'abord, la liste LR de Nicolas Florian ne franchit pas le seuil des 10 %, alors que la liste rurale d'Eddie Puyjalon franchit elle aussi la barre des 13 %, ce qui fait des Pyrénées-Atlantiques le deuxième département dans la région à offrir à la liste LMR plus de 10 %. À Pau, le président sortant se démarque très largement du lot, et atteint près de 42 points au second tour, et distance ainsi de 23 % la liste de Nicolas Thierry.
Simultanément ont lieu les élections départementales, marquée par un fort renouvellement cantonal. La droite (alliée au centre) se fortifie en faisant carton plein dans les cantons de Bayonne, en volant aux régionalistes Nive-Adour ou encore en raflant la mise face à la gauche dans le canton de Oloron-Sainte-Marie-2. La gauche perd donc 6 sièges au conseil départemental, mais peut se réconforter en gagnant le secteur de Pau-2. Sinon, les régionalistes, qui ont le vent en poupe depuis quelques années, voient des résultats départementaux plus contrastés, entre perte de Nive-Adour et victoire dans le canton d'Hendaye-Côte Basque-Sud.

### Résultats de l'élection présidentielle de 2022 par circonscription
| Circonscription         | 1er tour, | 1er tour, | 1er tour, | 1er tour, | 1er tour, | 1er tour, | 1er tour, |        | 2d tour | 2d tour |
| Circonscription         | Macron    | Le Pen    | Mélenchon | Zemmour   | Pécresse  | Jadot     | Lassalle  | Macron | Le Pen  |         |
| ----------------------- | --------- | --------- | --------- | --------- | --------- | --------- | --------- | ------ | ------- | ------- |
| Circonscription         |           |           |           |           |           |           |           |        |         |         |
| 1re                     | 29,80 %   | 17,50 %   | 20,80 %   | 6,60 %    | 4 %       | 5,40 %    | 8,10 %    |        | 65,5 %  | 34,5 %  |
| 2e                      | 29,30 %   | 18,80 %   | 18,30 %   | 6,40 %    | 4,10 %    | 4,90 %    | 10,70 %   |        | 62,6 %  | 37,4 %  |
| 3e                      | 25,20 %   | 20,70 %   | 19,30 %   | 5,50 %    | 3,30 %    | 3,60 %    | 14,30 %   |        | 57,4 %  | 42,6 %  |
| 4e                      | 22,50 %   | 16,20 %   | 18 %      | 5 %       | 4,20 %    | 4,10 %    | 20,80 %   |        | 60,1 %  | 39,9 %  |
| 5e                      | 28,90 %   | 16,80 %   | 20,10 %   | 7,40 %    | 4,20 %    | 5,90 %    | 8,7 %     |        | 64,7 %  | 35,3 %  |
| 6e                      | 30,50 %   | 15 %      | 17,60 %   | 7,40 %    | 5,60 %    | 5,70 %    | 10,10 %   |        | 67 %    | 33 %    |
|                         |           |           |           |           |           |           |           |        |         |         |
| Ensemble du département | 27,80 %   | 17,38 %   | 18,94 %   | 6,45 %    | 4,28 %    | 4,97 %    | 12,02 %   |        | 63,05 % | 36,95 % |

## Système électoral
Les élections législatives ont lieu au scrutin uninominal majoritaire à deux tours dans des circonscriptions uninominales.
Est élu au premier tour le candidat qui réunit la majorité absolue des suffrages exprimés et un nombre de voix au moins égal au quart (25 %) des électeurs inscrits dans la circonscription. Si aucun des candidats ne satisfait ces conditions, un second tour est organisé entre les candidats ayant réuni un nombre de voix au moins égal à un huitième des inscrits (12,5 %) ; les deux candidats arrivés en tête du premier tour se maintiennent néanmoins par défaut si un seul ou aucun d'entre eux n'a atteint ce seuil. Au second tour, le candidat arrivé en tête est déclaré élu.
Le seuil de qualification basé sur un pourcentage du total des inscrits et non des suffrages exprimés rend plus difficile l'accès au second tour lorsque l'abstention est élevée. Le système permet en revanche l'accès au second tour de plus de deux candidats si plusieurs d'entre eux franchissent le seuil de 12,5 % des inscrits. Les candidats en lice au second tour peuvent ainsi être trois, un cas de figure appelé « triangulaire ». Les second tours où s'affrontent quatre candidats, appelés « quadrangulaire » sont également possibles, mais beaucoup plus rares.

### Partis et nuances
Les résultats des élections sont publiés en France par le ministère de l'Intérieur, qui classe les partis en leur attribuant des nuances politiques. Ces dernières sont décidées par les préfets, qui les attribuent indifféremment de l'étiquette politique déclarée par les candidats, qui peut être celle d'un parti ou une candidature sans étiquette.
En 2022, seules les coalitions Ensemble (ENS) et Nouvelle Union populaire écologique et sociale (NUP), ainsi que le Parti radical de gauche (RDG), l'Union des démocrates et indépendants (UDI), Les Républicains (LR), le Rassemblement national (RN) et Reconquête (REC) se voient attribuer  une nuance propre,,.
Tous les autres partis se voient attribuer l'une ou l'autre des nuances suivantes : DXG (divers extrême gauche), DVG (divers gauche), ECO (écologiste), REG (régionaliste), DVC (divers centre), DVD (divers droite), DSV (droite souverainiste) et DXD (divers extrême droite). Des partis comme Debout la France ou Lutte ouvrière ne disposent ainsi pas de nuance propre, et leurs résultats nationaux ne sont pas publiés séparément par le ministère, car mélangés avec d'autres partis (respectivement dans les nuances DSV et DXG),.

## Résultats

### Élus
| Circonscription                                 | Député sortant    | Parti | Parti | Groupe | Député élu ou réélu | Parti | Parti    | Groupe |
| ----------------------------------------------- | ----------------- | ----- | ----- | ------ | ------------------- | ----- | -------- | ------ |
| 1re                                             | Josy Poueyto      |       | MoDem | MoDem  | Josy Poueyto        |       | MoDem    | DEM    |
| 2e                                              | Jean-Paul Mattei  |       | MoDem | MoDem  | Jean-Paul Mattei    |       | MoDem    | DEM    |
| 3e                                              | David Habib       |       | PS    | SOC    | David Habib         |       | PS diss. | NI     |
| 4e                                              | Jean Lassalle*    |       | RES   | LT     | Iñaki Echaniz       |       | PS       | SOC    |
| 5e                                              | Florence Lasserre |       | MoDem | MoDem  | Florence Lasserre   |       | MoDem    | DEM    |
| 6e                                              | Vincent Bru       |       | MoDem | MoDem  | Vincent Bru         |       | MoDem    | DEM    |
| * député sortant ne se représentant pas en 2022 |                   |       |       |        |                     |       |          |        |

### Résultats à l'échelle du département

#### Résultats par coalition
| Parti et coalition                                           | Parti et coalition                                           | Parti et coalition                            | Premier tour | Premier tour | Premier tour | Second tour   | Second tour   | Second tour | Total Sièges  | +/-           |  |
| Parti et coalition                                           | Parti et coalition                                           | Parti et coalition                            | Voix         | %            | Sièges       | Voix          | %             | Sièges      | Total Sièges  | +/-           |  |
| ------------------------------------------------------------ | ------------------------------------------------------------ | --------------------------------------------- | ------------ | ------------ | ------------ | ------------- | ------------- | ----------- | ------------- | ------------- |  |
|                                                              |                                                              | Mouvement démocrate (MoDem)                   | 57 750       | 21,51        | 0            | 90 827        | 37,31         | 4           | 4             | en stagnation |  |
|                                                              | La République en marche (LREM)                               | 11 508                                        | 4,29         | 0            | 19 846       | 8,15          | 0             | 0           | en stagnation |               |  |
| Total Ensemble (ENS)                                         | Total Ensemble (ENS)                                         | 69 258                                        | 25,79        | 0            | 110 673      | 45,46         | 4             | 4           | en stagnation |               |  |
|                                                              |                                                              | La France insoumise (LFI)                     | 31 836       | 11,86        | 0            | 52 043        | 21,38         | 0           | 0             | en stagnation |  |
|                                                              | Gauche démocratique et sociale (GDS)                         | 11 318                                        | 4,22         | 0            | 16 412       | 6,74          | 0             | 0           | Nv            |               |  |
|                                                              | Génération écologie (GÉ)                                     | 11 040                                        | 4,11         | 0            | 17 980       | 7,39          | 0             | 0           | Nv            |               |  |
|                                                              | Parti socialiste (PS)                                        | 10 395                                        | 3,87         | 0            | 19 936       | 8,19          | 1             | 1           | en stagnation |               |  |
| Total Nouvelle Union populaire écologique et sociale (NUPES) | Total Nouvelle Union populaire écologique et sociale (NUPES) | 64 589                                        | 24,06        | 0            | 106 371      | 43,69         | 1             | 1           | en stagnation |               |  |
|                                                              |                                                              | Rassemblement national (RN)                   | 29 190       | 10,87        | 0            |               |               |             | 0             | en stagnation |  |
|                                                              | L'Avenir français - Rassemblement national (LAF - RN)        | 6 796                                         | 2,53         | 0            | 0            | Nv            |               |             |               |               |  |
| Total Rassemblement national et alliés (RN)                  | Total Rassemblement national et alliés (RN)                  | 35 986                                        | 13,40        | 0            | 0            | en stagnation |               |             |               |               |  |
|                                                              |                                                              | Euskal Herria Bai (EH Bai)                    | 16 386       | 6,10         | 0            | 0             | en stagnation |             |               |               |  |
|                                                              | Partit occitan (POC)                                         | 1 184                                         | 0,44         | 0            | 0            | en stagnation |               |             |               |               |  |
| Total Régions et peuples solidaires (R&PS)                   | Total Régions et peuples solidaires (R&PS)                   | 17 570                                        | 6,54         | 0            | 0            | en stagnation |               |             |               |               |  |
|                                                              | Résistons (RES)                                              | Résistons (RES)                               | 16 685       | 6,21         | 0            | 0             | 1             |             |               |               |  |
|                                                              | Dissidents NUPES                                             | Dissidents NUPES                              | 16 345       | 6,09         | 0            | 26 414        | 10,85         | 1           | 1             | Nv            |  |
|                                                              |                                                              | Les Républicains (LR)                         | 12 669       | 4,72         | 0            |               |               |             | 0             | en stagnation |  |
| Total Union de la droite et du centre (UDC)                  | Total Union de la droite et du centre (UDC)                  | 12 669                                        | 4,72         | 0            | 0            | en stagnation |               |             |               |               |  |
|                                                              | Reconquête (REC)                                             | Reconquête (REC)                              | 12 259       | 4,57         | 0            | 0             | Nv            |             |               |               |  |
|                                                              |                                                              | Le Mouvement pour les animaux (LMPA)          | 6 061        | 2,26         | 0            | 0             | en stagnation |             |               |               |  |
|                                                              | Mouvement écologiste indépendant (MEI)                       | 1 618                                         | 0,60         | 0            | 0            | en stagnation |               |             |               |               |  |
| Total Tous unis pour le vivant (TUPV)                        | Total Tous unis pour le vivant (TUPV)                        | 7 679                                         | 2,86         | 0            | 0            | en stagnation |               |             |               |               |  |
|                                                              | Objectif France (OF)                                         | Objectif France (OF)                          | 3 088        | 1,15         | 0            | 0             | Nv            |             |               |               |  |
|                                                              | Dissidents Ensemble                                          | Dissidents Ensemble                           | 3 087        | 1,15         | 0            | 0             | Nv            |             |               |               |  |
|                                                              | Lutte ouvrière (LO)                                          | Lutte ouvrière (LO)                           | 2 509        | 0,93         | 0            | 0             | en stagnation |             |               |               |  |
|                                                              |                                                              | Les Patriotes (LP)                            | 1 021        | 0,38         | 0            | 0             | Nv            |             |               |               |  |
|                                                              | Debout la France (DLF)                                       | 618                                           | 0,23         | 0            | 0            | en stagnation |               |             |               |               |  |
| Total Union pour la France (UPF)                             | Total Union pour la France (UPF)                             | 1 639                                         | 0,61         | 0            | 0            | en stagnation |               |             |               |               |  |
|                                                              | Volt France (Volt)                                           | Volt France (Volt)                            | 1 594        | 0,59         | 0            | 0             | Nv            |             |               |               |  |
|                                                              | Parti animaliste (PA)                                        | Parti animaliste (PA)                         | 1 337        | 0,50         | 0            | 0             | Nv            |             |               |               |  |
|                                                              | Ensemble pour les libertés (EPL)                             | Ensemble pour les libertés (EPL)              | 1 171        | 0,44         | 0            | 0             | Nv            |             |               |               |  |
|                                                              |                                                              | Espoir RIC 2022 (ER2022)                      | 487          | 0,18         | 0            | 0             | Nv            |             |               |               |  |
| Total Convergence RIC (CRIC)                                 | Total Convergence RIC (CRIC)                                 | 487                                           | 0,18         | 0            | 0            | Nv            |               |             |               |               |  |
|                                                              | Parti ouvrier indépendant démocratique (POID)                | Parti ouvrier indépendant démocratique (POID) | 342          | 0,13         | 0            | 0             | en stagnation |             |               |               |  |
|                                                              | Autres partis                                                | Autres partis                                 | 207          | 0,08         | 0            | 0             | en stagnation |             |               |               |  |
|                                                              |                                                              |                                               |              |              |              |               |               |             |               |               |  |
| Suffrages exprimés                                           | Suffrages exprimés                                           | Suffrages exprimés                            | 268 501      | 97,52        |              | 243 458       | 91,09         |             |               |               |  |
| Votes blancs                                                 | Votes blancs                                                 | Votes blancs                                  | 5 060        | 1,84         | 16 309       | 6,10          |               |             |               |               |  |
| Votes nuls                                                   | Votes nuls                                                   | Votes nuls                                    | 1 768        | 0,64         | 7 497        | 2,81          |               |             |               |               |  |
| Total                                                        | Total                                                        | Total                                         | 275 329      | 100          | 0            | 267 264       | 100           | 6           | 6             | en stagnation |  |
| Abstentions                                                  | Abstentions                                                  | Abstentions                                   | 246 604      | 47,25        |              | 254 660       | 48,79         |             |               |               |  |
| Inscrits/Participation                                       | Inscrits/Participation                                       | Inscrits/Participation                        | 521 933      | 52,75        | 521 924      | 51,21         |               |             |               |               |  |

#### Résultats par nuance
| Nuance                 | Nuance                                         | Nuance                 | Premier tour | Premier tour | Premier tour | Second tour | Second tour   | Second tour | Total Sièges | +/-           |
| Nuance                 | Nuance                                         | Nuance                 | Voix         | %            | Sièges       | Voix        | %             | Sièges      | Total Sièges | +/-           |
| ---------------------- | ---------------------------------------------- | ---------------------- | ------------ | ------------ | ------------ | ----------- | ------------- | ----------- | ------------ | ------------- |
|                        | Ensemble !                                     | ENS                    | 69 258       | 25,79        | 0            | 110 673     | 45,46         | 4           | 4            | en stagnation |
|                        | Nouvelle Union populaire écologique et sociale | NUP                    | 64 589       | 24,06        | 0            | 106 371     | 43,69         | 1           | 1            | en stagnation |
|                        | Rassemblement national                         | RN                     | 35 986       | 13,40        | 0            |             |               |             | 0            | en stagnation |
|                        | Divers                                         | DIV                    | 18 550       | 6,91         | 0            | 0           | en stagnation |             |              |               |
|                        | Divers gauche                                  | DVG                    | 17 939       | 6,68         | 0            | 26 414      | 10,85         | 1           | 1            | 1             |
|                        | Régionalistes                                  | REG                    | 17 570       | 6,54         | 0            |             |               |             | 0            | en stagnation |
|                        | Les Républicains                               | LR                     | 12 669       | 4,72         | 0            | 0           | en stagnation |             |              |               |
|                        | Reconquête                                     | REC                    | 12 259       | 4,57         | 0            | 0           | Nv            |             |              |               |
|                        | Ecologistes                                    | ECO                    | 9 016        | 3,36         | 0            | 0           | en stagnation |             |              |               |
|                        | Divers droite                                  | DVD                    | 3 088        | 1,15         | 0            | 0           | 1             |             |              |               |
|                        | Divers centre                                  | DVC                    | 3 087        | 1,15         | 0            | 0           | Nv            |             |              |               |
|                        | Divers extrême gauche                          | DXG                    | 2 851        | 1,06         | 0            | 0           | en stagnation |             |              |               |
|                        | Droite souverainiste                           | DSV                    | 1 639        | 0,61         | 0            | 0           | en stagnation |             |              |               |
|                        |                                                |                        |              |              |              |             |               |             |              |               |
| Suffrages exprimés     | Suffrages exprimés                             | Suffrages exprimés     | 268 501      | 97,52        |              | 243 458     | 91,09         |             |              |               |
| Votes blancs           | Votes blancs                                   | Votes blancs           | 5 060        | 1,84         | 16 309       | 6,10        |               |             |              |               |
| Votes nuls             | Votes nuls                                     | Votes nuls             | 1 768        | 0,64         | 7 497        | 2,81        |               |             |              |               |
| Total                  | Total                                          | Total                  | 275 329      | 100          | 0            | 267 264     | 100           | 6           | 6            | en stagnation |
| Abstentions            | Abstentions                                    | Abstentions            | 246 604      | 47,25        |              | 254 660     | 48,79         |             |              |               |
| Inscrits/Participation | Inscrits/Participation                         | Inscrits/Participation | 521 933      | 52,75        | 521 924      | 51,21       |               |             |              |               |

### Cartes

Nuance politique des candidats arrivés en tête dans chaque commune au 1er tour.
Nuance politique des candidats arrivés en tête dans chaque commune au 2e tour.

### Résultats par circonscription

#### Première circonscription
Députée sortante : Josy Poueyto (Mouvement démocrate).
| Candidat                 | Candidat                 | Parti et coalition       | Nuance                   | Premier tour | Premier tour | Second tour | Second tour |
| Candidat                 | Candidat                 | Parti et coalition       | Nuance                   | Voix         | %            | Voix        | %           |
| ------------------------ | ------------------------ | ------------------------ | ------------------------ | ------------ | ------------ | ----------- | ----------- |
|                          | Jean-Yves Lalanne        | GDS (NUPES)              | NUP                      | 11 318       | 31,78        | 16 412      | 49,22       |
|                          | Josy Poueyto             | MoDem (ENS)              | ENS                      | 11 243       | 31,57        | 16 929      | 50,78       |
|                          | Francois Verrière        | RN                       | RN                       | 4 991        | 14,01        |             |             |
|                          | Sandrine Lafargue        | LR (UDC)                 | LR                       | 2 709        | 7,61         |             |             |
|                          | Juliette Gillot          | REC                      | REC                      | 1 433        | 4,02         |             |             |
|                          | Jacques-Henri Soulère    | RES                      | DIV                      | 1 315        | 3,69         |             |             |
|                          | Muriel Lorenzi           | LMPA (TUPV)              | ECO                      | 1 016        | 2,85         |             |             |
|                          | Jean-Jacques Pinoteau    | EPL                      | DIV                      | 526          | 1,48         |             |             |
|                          | David Ponsard-Vidal      | LP (UPF)                 | DSV                      | 403          | 1,13         |             |             |
|                          | Agnès Hegoburu           | LO                       | DXG                      | 339          | 0,95         |             |             |
|                          | Cédric Andraud           | PA                       | ECO                      | 324          | 0,91         |             |             |
|                          |                          |                          |                          |              |              |             |             |
| Votes valides            | Votes valides            | Votes valides            | Votes valides            | 35 617       | 97,51        | 33 341      | 92,04       |
| Votes blancs             | Votes blancs             | Votes blancs             | Votes blancs             | 670          | 1,83         | 1 871       | 5,16        |
| Votes nuls               | Votes nuls               | Votes nuls               | Votes nuls               | 239          | 0,65         | 1 013       | 2,80        |
| Total                    | Total                    | Total                    | Total                    | 36 526       | 100          | 36 225      | 100         |
| Abstention               | Abstention               | Abstention               | Abstention               | 32 478       | 47,07        | 32 791      | 47,51       |
| Inscrits / participation | Inscrits / participation | Inscrits / participation | Inscrits / participation | 69 004       | 52,93        | 69 016      | 52,49       |

#### Deuxième circonscription
Député sortant : Jean-Paul Mattei (Mouvement démocrate).
| Candidat                 | Candidat                   | Parti et coalition       | Nuance                   | Premier tour | Premier tour | Second tour | Second tour |
| Candidat                 | Candidat                   | Parti et coalition       | Nuance                   | Voix         | %            | Voix        | %           |
| ------------------------ | -------------------------- | ------------------------ | ------------------------ | ------------ | ------------ | ----------- | ----------- |
|                          | Jean-Paul Mattei           | MoDem (ENS)              | ENS                      | 14 826       | 34,20        | 21 720      | 54,71       |
|                          | Cécile Faure,              | GE (NUPES)               | NUP                      | 11 040       | 25,47        | 17 980      | 45,29       |
|                          | Frédérique Joint           | RN                       | RN                       | 7 128        | 16,44        |             |             |
|                          | Émilie Lassus-David        | RES                      | DIV                      | 3 377        | 7,79         |             |             |
|                          | Marc Gairin                | REC                      | REC                      | 2 887        | 6,66         |             |             |
|                          | Jacques Mauhourat          | MÉI (TUPV)               | ECO                      | 1 618        | 3,73         |             |             |
|                          | Lucien Civiletti           | EPL                      | DIV                      | 645          | 1,49         |             |             |
|                          | Cyrille Marconi            | LO                       | DXG                      | 617          | 1,42         |             |             |
|                          | Tiphanie Senmartin-Laurent | PA                       | ECO                      | 611          | 1,41         |             |             |
|                          | Patrick Cescau             | POC (R&PS)               | REG                      | 597          | 1,38         |             |             |
|                          |                            |                          |                          |              |              |             |             |
| Votes valides            | Votes valides              | Votes valides            | Votes valides            | 43 346       | 97,22        | 39 700      | 91,22       |
| Votes blancs             | Votes blancs               | Votes blancs             | Votes blancs             | 918          | 2,06         | 2 599       | 5,97        |
| Votes nuls               | Votes nuls                 | Votes nuls               | Votes nuls               | 322          | 0,72         | 1 220       | 2,80        |
| Total                    | Total                      | Total                    | Total                    | 44 586       | 100          | 43 519      | 100         |
| Abstention               | Abstention                 | Abstention               | Abstention               | 38 518       | 46,35        | 39 590      | 47,64       |
| Inscrits / participation | Inscrits / participation   | Inscrits / participation | Inscrits / participation | 83 104       | 53,65        | 83 109      | 52,36       |

#### Troisième circonscription
Député sortant : David Habib (Parti socialiste).
| Candidat                 | Candidat                 | Parti et coalition       | Nuance                   | Premier tour | Premier tour | Second tour | Second tour |
| Candidat                 | Candidat                 | Parti et coalition       | Nuance                   | Voix         | %            | Voix        | %           |
| ------------------------ | ------------------------ | ------------------------ | ------------------------ | ------------ | ------------ | ----------- | ----------- |
|                          | David Habib              | PS diss.                 | DVG                      | 16 345       | 36,61        | 26 414      | 66,55       |
|                          | Jean-François Baby       | LFI (NUPES)              | NUP                      | 9 211        | 20,63        | 13 277      | 33,45       |
|                          | Fabienne Costedoat-Diu   | LR (UDC)                 | LR                       | 7 342        | 16,45        |             |             |
|                          | Nicolas Cresson          | RN                       | RN                       | 6 847        | 15,34        |             |             |
|                          | Romane Albanel           | REC                      | REC                      | 1 497        | 3,35         |             |             |
|                          | Édith Peyré              | LMPA (TUPV)              | ECO                      | 1 181        | 2,65         |             |             |
|                          | Françoise Le Roux        | DLF (UPF)                | DSV                      | 618          | 1,38         |             |             |
|                          | Karine Bordenave         | POC (R&PS)               | REG                      | 587          | 1,31         |             |             |
|                          | Eric Delteil             | POID                     | DXG                      | 342          | 0,77         |             |             |
|                          | Antoine Missier          | LO                       | DXG                      | 234          | 0,52         |             |             |
|                          | Christelle Charlot       | PA                       | ECO                      | 231          | 0,52         |             |             |
|                          | Eva Pernet               | EA                       | DIV                      | 207          | 0,46         |             |             |
|                          |                          |                          |                          |              |              |             |             |
| Votes valides            | Votes valides            | Votes valides            | Votes valides            | 44 642       | 97,38        | 39 691      | 91,33       |
| Votes blancs             | Votes blancs             | Votes blancs             | Votes blancs             | 864          | 1,88         | 2 565       | 5,90        |
| Votes nuls               | Votes nuls               | Votes nuls               | Votes nuls               | 335          | 0,73         | 1 201       | 2,76        |
| Total                    | Total                    | Total                    | Total                    | 45 841       | 100          | 43 457      | 100         |
| Abstention               | Abstention               | Abstention               | Abstention               | 38 237       | 45,48        | 40 610      | 48,31       |
| Inscrits / participation | Inscrits / participation | Inscrits / participation | Inscrits / participation | 84 078       | 54,52        | 84 067      | 51,69       |

#### Quatrième circonscription
Député sortant : Jean Lassalle (Résistons).
| Candidat                 | Candidat                 | Parti et coalition       | Nuance                   | Premier tour | Premier tour | Second tour | Second tour |
| Candidat                 | Candidat                 | Parti et coalition       | Nuance                   | Voix         | %            | Voix        | %           |
| ------------------------ | ------------------------ | ------------------------ | ------------------------ | ------------ | ------------ | ----------- | ----------- |
|                          | Annick Trounday          | LREM (ENS)               | ENS                      | 11 508       | 26,65        | 19 846      | 49,89       |
|                          | Iñaki Echaniz            | PS (NUPES)               | NUP                      | 10 395       | 24,07        | 19 936      | 50,11       |
|                          | Julien Lassalle          | RES                      | DIV                      | 8 751        | 20,27        |             |             |
|                          | Sylviane Lopez           | RN                       | RN                       | 5 015        | 11,61        |             |             |
|                          | Egoitz Urrutikoetxea     | EH Bai (R&PS)            | REG                      | 4 333        | 10,03        |             |             |
|                          | Margaux Taillefer        | REC                      | REC                      | 1 526        | 3,53         |             |             |
|                          | Valérie Bouchard         | LMPA (TUPV)              | ECO                      | 931          | 2,16         |             |             |
|                          | Carlos Ribeiro           | LO                       | DXG                      | 551          | 1,28         |             |             |
|                          | Paul Darnet              | PA                       | ECO                      | 171          | 0,40         |             |             |
|                          |                          |                          |                          |              |              |             |             |
| Votes valides            | Votes valides            | Votes valides            | Votes valides            | 43 181       | 97,03        | 39 782      | 90,12       |
| Votes blancs             | Votes blancs             | Votes blancs             | Votes blancs             | 999          | 2,24         | 2 923       | 6,62        |
| Votes nuls               | Votes nuls               | Votes nuls               | Votes nuls               | 324          | 0,73         | 1 438       | 3,26        |
| Total                    | Total                    | Total                    | Total                    | 44 504       | 100          | 44 143      | 100         |
| Abstention               | Abstention               | Abstention               | Abstention               | 36 338       | 44,95        | 36 672      | 45,38       |
| Inscrits / participation | Inscrits / participation | Inscrits / participation | Inscrits / participation | 80 842       | 55,05        | 80 815      | 54,62       |

#### Cinquième circonscription
Députée sortante : Florence Lasserre (Mouvement démocrate).
| Candidat                 | Candidat                 | Parti et coalition       | Nuance                   | Premier tour | Premier tour | Second tour | Second tour |
| Candidat                 | Candidat                 | Parti et coalition       | Nuance                   | Voix         | %            | Voix        | %           |
| ------------------------ | ------------------------ | ------------------------ | ------------------------ | ------------ | ------------ | ----------- | ----------- |
|                          | Florence Lasserre        | MoDem (ENS)              | ENS                      | 16 658       | 33,98        | 24 184      | 54,40       |
|                          | Sandra Pereira-Ostanel   | LFI (NUPES)              | NUP                      | 12 323       | 25,14        | 20 269      | 45,60       |
|                          | Pascal Lesellier,        | LAF - RN                 | RN                       | 6 796        | 13,86        |             |             |
|                          | Mathilde Hary            | EH Bai (R&PS)            | REG                      | 4 386        | 8,95         |             |             |
|                          | Annick Pillot            | REC                      | REC                      | 2 725        | 5,56         |             |             |
|                          | Thibault Pathias         | Volt                     | DVG                      | 1 594        | 3,25         |             |             |
|                          | Hélène Susbielle         | RES                      | DIV                      | 1 561        | 3,18         |             |             |
|                          | Sylvie Roubin            | LMPA (TUPV)              | ECO                      | 1 480        | 3,02         |             |             |
|                          | Benjamin Gil             | LP (UPF)                 | DSV                      | 618          | 1,26         |             |             |
|                          | Thomas Riché             | ER2022 (CRIC)            | DIV                      | 487          | 0,99         |             |             |
|                          | Philippe Bardanouve      | LO                       | DXG                      | 392          | 0,80         |             |             |
|                          |                          |                          |                          |              |              |             |             |
| Votes valides            | Votes valides            | Votes valides            | Votes valides            | 49 020       | 97,75        | 44 453      | 91,40       |
| Votes blancs             | Votes blancs             | Votes blancs             | Votes blancs             | 873          | 1,74         | 2 987       | 6,14        |
| Votes nuls               | Votes nuls               | Votes nuls               | Votes nuls               | 257          | 0,51         | 1 196       | 2,46        |
| Total                    | Total                    | Total                    | Total                    | 50 150       | 100          | 48 636      | 100         |
| Abstention               | Abstention               | Abstention               | Abstention               | 49 254       | 49,55        | 50 775      | 51,08       |
| Inscrits / participation | Inscrits / participation | Inscrits / participation | Inscrits / participation | 99 404       | 50,45        | 99 411      | 48,92       |

#### Sixième circonscription
Député sortant : Vincent Bru (Mouvement démocrate).
| Candidat                 | Candidat                 | Parti et coalition       | Nuance                   | Premier tour | Premier tour | Second tour | Second tour |
| Candidat                 | Candidat                 | Parti et coalition       | Nuance                   | Voix         | %            | Voix        | %           |
| ------------------------ | ------------------------ | ------------------------ | ------------------------ | ------------ | ------------ | ----------- | ----------- |
|                          | Vincent Bru              | MoDem (ENS)              | ENS                      | 15 023       | 28,51        | 27 994      | 60,21       |
|                          | Tom Dubois-Robin         | LFI (NUPES)              | NUP                      | 10 302       | 19,55        | 18 497      | 39,79       |
|                          | Peio Dufau               | EH Bai (R&PS)            | REG                      | 7 667        | 14,55        |             |             |
|                          | Monique Becker           | RN                       | RN                       | 5 209        | 9,89         |             |             |
|                          | Bertrand Soubelet        | OF                       | DVD                      | 3 088        | 5,86         |             |             |
|                          | Fabrice-Sébastien Bach   | LR (UDC)                 | LR                       | 2 618        | 4,97         |             |             |
|                          | Philippe Jouvet          | LREM diss.               | DVC                      | 2 579        | 4,89         |             |             |
|                          | Christiane Néel          | REC                      | REC                      | 2 191        | 4,16         |             |             |
|                          | Marielle Goitschel       | RES                      | DIV                      | 1 681        | 3,19         |             |             |
|                          | Kevin Briolais           | LMPA (TUPV)              | ECO                      | 1 453        | 2,76         |             |             |
|                          | Mathis Tenneson          | LREM diss.               | DVC                      | 508          | 0,96         |             |             |
|                          | Jacqueline Uhart         | LO                       | DXG                      | 376          | 0,71         |             |             |
|                          |                          |                          |                          |              |              |             |             |
| Votes valides            | Votes valides            | Votes valides            | Votes valides            | 52 695       | 98,09        | 46 491      | 90,65       |
| Votes blancs             | Votes blancs             | Votes blancs             | Votes blancs             | 736          | 1,37         | 3 364       | 6,56        |
| Votes nuls               | Votes nuls               | Votes nuls               | Votes nuls               | 291          | 0,54         | 1 429       | 2,79        |
| Total                    | Total                    | Total                    | Total                    | 53 722       | 100          | 51 284      | 100         |
| Abstention               | Abstention               | Abstention               | Abstention               | 51 779       | 49,08        | 54 222      | 51,39       |
| Inscrits / participation | Inscrits / participation | Inscrits / participation | Inscrits / participation | 105 501      | 50,92        | 105 506     | 48,61       |